# Ceratognathus penai
Ceratognathus penai is een keversoort uit de familie vliegende herten (Lucanidae). De wetenschappelijke naam van de soort is voor het eerst geldig gepubliceerd in 1976 door Martinez.